# OTs-14 Groza
OTs-14 Groza (tiếng Nga: ОЦ-14 «Гроза» - Bão táp) là loại súng trường tấn công có thiết kế bullpup của Nga. Sử dụng loại đạn cận âm 9x39mm. Nó được phát triển từ đầu những năm 1990 bởi TsKIB SOO tại Tula, Nga và được chế tạo tại Tula Arms Plant. Nó còn được biết với tên OTs-14-4A, OTs-14 Groza và Groza-4. Khẩu OTs-14 có một bản phái sinh là TKB-0239 (ТКБ-0239) hay được biết với tên Groza-1 (Гроза-1), nó sử dụng loại đạn 7.62x39mm.

## Lịch sử
Việc thực hiện dự án OTs-14-4A đã được tiến hành từ tháng 12 năm 1992. Trưởng nhóm thiết kế vũ khí là Valery Telesh người chịu trách nhiệm về việc thiết kế các ống phóng lựu gắn dưới nòng súng là GP-25 và GP-30, và Yuri Lebedev. Nhóm nghiên cứu đặt ra mục tiêu về việc thiết kế một loại vũ khí kết hợp các tính năng tốt nhất để chiến đấu với cự ly gần và AKS-74U đã được chọn để làm nền tảng của thiết kế. Mẫu thử nghiệm đã được sẵn sàng để thử trong vòng ít hơn một năm và việc sản xuất được tiến hành vào đầu năm 1994. Nó được ra mắt công chúng lần đầu tiên ở triển lãm thương mại MILIPOL tại Mátxcơva vào tháng 4 năm 1994 và được Bộ nội vụ Nga thông qua ít lâu sau đó. Sự thành công của OTs-14 trong Bộ nội vụ Nga đã thu hút sự chú ý của Bộ quốc phòng Nga vốn cũng có nhu cầu về các loại vũ khí tương tự. Sau một thời gian thử nghiệm loại súng này đã được thông qua để trang bị cho lực lượng Spetsnaz, một số đơn vị lính dù và các chuyên gia trên tiền tuyến chẳng hạn như các công binh. Ý tưởng về loại vũ khí này là nó có thể sử dụng bất kỳ loại đạn nào trong bốn loại đạn: 5.45x39mm, 5.56x45mm NATO, 7.62x39mm hay 9x39mm. Tuy nhiên sau đó rút lại chỉ chế tạo các khẩu súng chuyên sử dụng loại đạn 9x39mm để phù hợp với yêu cầu của bộ nội vụ là chiến đấu tầm gần để triển khai ở Chechnya.

## Thông số thiết kế

### Cơ chế hoạt động
OTs-14 Groza là một loại vũ khí cầm tay nhỏ gọn có thiết kế dựa trên khẩu AKS-74U. Nó có hệ thống làm mát bằng không khí, chọn chế độ bắn, sử dụng hộp đạn rời, nạp đạn bằng khí nén với khóa nòng xoay và thiết kế bullpup.

### Tính năng
OTs-14 Groza có 75% thiết kế là của khẩu AKS-74U. Các thành phần cơ bản của loại súng này được lấy trực tiếp từ khẩu AKS-74U và có một số thay đổi nhỏ, việc đơn giản hóa trên toàn bộ thiết kế khiến khẩu súng trở nên rẻ hơn đáng kể. Loại súng này có thiết kế theo kiển từng bộ phận gắn với nhau theo một khối và khẩu súng được chia ra làm bốn khối có thể ráp lại với nhau dễ dàng và các khối này cũng có thể thay bằng các khối tương ứng khác thiết kế khác nhau tùy theo nhiệm vụ. Nó sử dụng thiết kế bullpup để tăng tính cơ động và độ cân bằng. Với việc dời băng đạn ra phía sau cò súng đã giúp cho khẩu súng trở nên nhỏ hơn thích hợp với việc che giấu và thậm chí nó cũng có thể bắn bằng một tay như một khẩu súng ngắn khi cần thiết.
Nó bắn khi bolt đóng và cơ chế điểm hỏa kiểu búa đập. Nút chọn chế độ bắn cũng đồng thời là nút khóa an toàn. Loại súng này sử dụng hệ thống nhắm là điểm ruồi và thước ngắm giúp tầm bắn hiệu quả của súng là từ 50 đến 200m. Việc sử dụng ống phóng lựu sẽ có thước ngắm riêng. Loại súng này cũng có thể gắn ống nhắm PSO hay PSO-1, hoặc bộ phận nhìn trong đêm.

### Phụ kiện
OTs-14 có thể gắn ống phóng lựu GP-25/30. Khi ống phóng lựu được gắn vào nó có thể được phóng bởi chính cò súng của súng chứ không cần cò súng riêng biệt. Một nút chọn nắm bên tay trái giúp xạ thủ lựa chọn là sẽ phóng lựu hay bắn đạn. Khi không gắn ống phóng lựu vị trí của nó sẽ được thay bằng một tay nắm dọc. Ống hãm thanh được tính như như phụ kiện tiêu chuẩn cho loại súng này nó có thể đóng vai trò làm một nòng súng phụ trợ có thể tháo ráp nhanh chóng và khi cần thiết có thể gắn một ống dài như nòng súng bình thường để bắn xa.